# Мизинто
Мизинто (итал. Misinto) — коммуна в Италии, в провинции Монца-э-Брианца области Ломбардия.
Население составляет 4108 человек, плотность населения составляет 822 чел./км². Занимает площадь 5 км². Почтовый индекс — 20020. Телефонный код — 02.
Покровителем коммуны почитается святой Сир из Павии, празднование 9 декабря.